# Kapok (band)
Kapok is een Nederlands indie jazztrio met een ongebruikelijke bezetting van hoorn, gitaar en drums. De band is in april 2011 ontstaan met de opnames van hun eerste CD Flatlands in Kytopia, Utrecht. 

## Band
Kapok bestaat uit: Morris Kliphuis, Timon Koomen en Remco Menting.
Kliphuis (hoorn) is klassiek geschoold, maar besloot om de jazz te omarmen. Hij speelde tot oktober 2012 bij The Kyteman Orchestra en componeert voor klassieke orkesten en big bands.
Koomen (gitaar) heeft een voorliefde voor jazz, funk, rock en noise en heeft daarmee een sterke invloed op de stijl van Kapok. Menting (drums) is naast drummer bij Kapok ook lid van het collectief Tentempiés. Hij maakt gebruik van een kleine drumkit bestaande uit een cajon, snare drum, toms en diverse percussie-instrumenten.

## Flatlands
Het debuutalbum Flatlands is opgenomen en geproduceerd door Sam Jones en Mathijn den Duijf, tevens co-producers van The Kyteman Orchestra. De plaat werd volledig op analoge tapemaches opgenomen in de studio van Kytopia. 
Voor het debuutalbum heeft het trio twee weken lang in de studio gezeten met o.a. Ernst Glerum (contrabas), Joshua Samson (percussie),  Marc Constandse (bandoneon) en het Ragazze Kwartet. Het album Flatlands werd op 4 februari 2012 uitgebracht op het Kytopia label.

## Discografie
Flatlands, 2012 (album)
Tracklist:
1. Intro
2. Missink Link
3. Up
4. Nausicaa
5. Morning Jam
6. Murofushi
7. Flatlands
8. Mantra
9. Herrie
10. Tarantella